# Krzysztof Lipiński (germanista)
Krzysztof Benedykt Lipiński (Rzeszów, 19 de março de 1957 - 25 de fevereiro de 2013) - germanista polonês, estudioso literário, tradutor, professor titular do Instituto de Filologia Germânica da Universidade Jaguelônica e no Instituto de Filologia Alemã da Universidade de Rzeszów. Autor de 10 monografias científicas, cem dezenas de artigos científicos, numerosas traduções de ficção (principalmente lírica e redação), além de obras literárias - poemas, contos e ensaios. O assunto de seus trabalhos incluiu Literatura de língua alemã do século XVIII ao XX, literatura austríaca com particular ênfase na poesia lírica, especialmente a poesia de Georg Trakl, os problemas de mistura de culturas (incluindo na Galiza), Faust de Johann Wolfgang von Goethe e questões teóricas e práticas da tradução literária.

## Biografia científica[1]
Ele se formou em estudos de mestrado em 1980 na Universidade Jaguelônica. Grau de Doutor em Humanidades também obteve na Universidade Jaguelônica em 1984. Com base na audição Übersetzung von Zur lyrischen Formen - exemplifiziert um einem Translationsversuch dichterischen des Werks von Georg Trakl [port. Na tradução de formas líricas - exemplificação baseada em uma tradução poética das obras de Georg Trakl] habilitação em 1991. Com base na audição Goethes "Faust" als Übersetzungsvorlage [port. Fausto de Goethe como objeto de tradução]. Em 1996, recebeu o título acadêmico de professor e, em 2003, foi nomeado professor titular. A partir de 1991, trabalhou no segundo cargo no Departamento de Filologia Germânica da Universidade Militar de Rzeszów, onde se mudou em outubro de 2007.
Ele pertenceu às autoridades do Instituto de Filologia Alemã da Universidade Jaguelônica por muitos anos. No ano acadêmico de 1991/1992, ele era por opção IFG vice-diretor da Universidade Jaguelônica, de 1993-1999 vice-diretor. Didática, e em 1999-2005 Diretor do Instituto de Estudos Alemães da Universidade Jaguelônica.
Ele educou uma centena de mestres e promoveu cinco médicos.
Ele era um membro de numerosas sociedades científicas, incluindo Georg Trakl Fórum Internacional em Salzburgo (Internationales Trakl-Forum), a Associação de Germanistas Austríacos (Österreichische Gesellschaft für Germanistik), a Sociedade deles. Theodor Fontane (Theodor Fontane-Gesellschaft), a Associação de Germanistas Poloneses, Polish Linguistic Society, Societas Humboldtiana Polonorum (SHP), a União dos Escritores Poloneses, e em 1999, o austríaco PEN Club. Também trabalhou com Georg Trakls Forschungs - und Gedenkstätte em Salzburgo Ostsee-Akademie (hoje a Academia Báltica), o Instituto Alemão de Cultura Polaca em Darmstadt e do Instituto de Interpretação em Munique.
Ele morreu em 25 de fevereiro de 2013. Ele foi enterrado no cemitério Batowicki, em Cracóvia.

## Publicações selecionadas[2]

### Monografias
- Goethes "Faust" als Übersetzungsvorlage. Dissertações de habilitação na Universidade Jaguelônica, Cracóvia, 1990.
- Übungstexte zur Methodologie der literarischen Übersetzung. Scripts da universidade, Universidade Jaguelônica, Cracóvia, 1986.
- Deus, Satanás, homem. Sobre "Fauście", de J. W. Goethe. Uma tentativa de interpretar. Rzeszów, 1993.
- Interpretação - Recepção - Tradução. Aufsätze zur österreichischen Literatur em 20. Jahrhundert, Cracóvia, 1995.
- Eu sou lírico para o mundo. Quatro séculos de lirismo de língua alemã, Cracóvia, 1997.
- Penitência imperfeita. Sobre a vida e obra de Georg Trakl (pp. 5-152). Georg Trakl: Cantando sozinho. Tradução de Krzysztof Lipiński (pp. 153-438), Cracóvia, 1998.
- Auf der Suche nach Kakanien. Literarische Streifzüge durch eine versunkene Welt. St. Ingbert, 2000.
- Vade-mécum do tradutor, Cracóvia, 2000.
- Mitos de estudos de tradução, Cracóvia, 2004.

### Volumes coletivos coeditados
- Perspektiven der polnischen Germanistik in Sprach- und Literaturwissenschaft. Festschrift para Olga Dobijanka-Witczakowa zum 80. Geburtstag (coeditor de AntoniDębski), Cracóvia, 2004
- Grenzgänge und Grenzgänger in der österreichischen Literatur. Beitrage des 15. Österreichisch-polnischen Germanistentreffens (coeditor Kłańską com Maria, Katarzyna Jaśtal, Agnieszka Palej) Editora Universidade Jaguelônica de Cracóvia de 2004.

### Traduções
- Polinische Lagerdichtung. Antologia, tradução para alemão, Cracóvia, 1987.
- Georg Trakl, Poems, seleção e tradução para o polaco com uma introdução, Cracóvia, 1993, segunda edição alargada, Cracóvia, 1996.
- Kurt Klinger, Beijo. Poemas, seleção e tradução para o polonês, Cracóvia 1993.
- Hermann Hesse, Poemas, seleção e tradução em polonês com um posfácio, Cracóvia, 1994. [Segunda edição de poemas estendidos para "Sonhar sobre a ilha", Cracóvia, 1996].
- Novalis, Hymny do nocy, tradução para o polonês com um posfácio, Cracóvia, 1995.
- Krzysztof Dydo, Meister der polnischen Plakatkunst, Bielsko-Biała, 1995.
- Adam Kleczkowski, Estudos alemães, ingleses e escandinavos, Cracóvia, 1948;
- Olga Dobijanka-Witczakowa, Catedral da história alemã na Universidade Jaguelônica, Cracóvia, 1964. Traduzido em alemão: Zur Geschichte der Germanistik, Anglistik Skandinavistik em Polen, St. Ingbert, 1995
- Johann Wolfgang Goethe, Faust, Cracóvia, 1996.
- "Die Künstler" [Artistas] Friedrich Schiller, em: O fim do século (1997), n º 10, pp. 89-102.
- "Das Tagebuch" [Jornal] por J. W. Goethe, em: J. W. Goethe: No entanto, a vida é boa, Wrocław 1999, pp. 93-99.
- Auschwitz Gedichte, ed A. Adam Zych, Dorothea Müller-Ott, Oswiecim, 2001, Parte I: Weg zum Himmel (28 linhas), Parte II: Lyrik nach Auschwitz (54 linhas).
- (juntamente com Sabine Lipińska) Anna Skoczek, Adam Zielinskis literarisches Werk, Cracóvia, 2001.
- (juntamente com Sabine Lipińska) Sylwester Marynowicz, Menschen und Orte. Zum Schaffen von Adam Zielinski, Cracóvia, 2001.
- Johann Wolfgang Goethe, Fausto, partes I e II: o mesmo: Trabalhos, Poznań, 2002, Vol II, pp 291-715 selecionado, juntamente com comentários e notas de rodapé (pp. 724-742).
- Johann Wolfgang Goethe, Dziennik, em: this: Selected Works, Poznań, 2002, vol.

### Cenários de filmes
- Revelação e aniquilação, um filme sobre a vida e obra de Georg Trakl, 45 min, 1995 (dirigido por Andrzej Maj).
- 505 segredos. O Tesouro Prussiano em Cracóvia, um documentário sobre as coleções da Biblioteca Estadual da Prússia, 50 min, 1996 (dirigido por Irena Wollen)